# Хасан Калеши
Хасан Калеши (7. марта 1922, Србица, код Кичева – 19. јул 1976, Приштина) био је југословенски историчар и оријенталиста турског порекла, професор на Универзитету у Приштини.

## Биографија
Образовање је започео у родном месту, наставио у Скопљу, потом у Приштини, да би дипломирао на Катедри за оријенталну филологију Филозофског факултета у Београду 1951. године. Докторирао је на истом факултету 1960. године, затим је специјализовао туркологију на универзитету у Хамбургу.
Једно време био је асистент на Катедри за оријенталистику Филозофског факултета у Београду код професора др Фехима Барјактаревића. С формирањем Албанолошког института у Приштини долази за научног сарадника 1967. године и остаје на њему до 1970. године, када бива изабран за редовног професора Филозофског факултета у Приштини, на Одсеку за историју. Када је 1973. на истом факултету формиран Одсек за оријенталистику, прелази тамо и остаје све до смрти 1976. године. Неколико година Калеши је провео као предавач на универзитетима у Европи.

## Научни рад
Хасан Калеши је био добар познавалац више језика (арапски, турски, латински, француски, немачки, италијански, енглески, српскохрватски и албански), тако да се у свом научном раду од самог почетка темељито бавио историјом и културом балканских народа, посебно лингвистичким питањима. Од 1949. године до смрти објавио је више од 200 научних радова. У Прилозима за оријенталну филологију Оријенталног института у Сарајеву штампао је 17 радова. Први том Каталога арапских, турских и персијских рукописа Гази Хусревбегове библиотеке у Сарајеву приказао је у београдском „Библиотекару“ (1965) и берлинском листу Der Islam (август, 1967), и био редактор другог тома.
Најпознатије Калешијево дело је књига „Најстарији вакуфски документи у Југославији на арапском језику“, што је у ствари његова прерађена докторска дисертација.
Хасан Калеши је био први научник не само с Косова и Метохије који је својим текстовима скренуо пажњу научне јавности на фалсификовање историјских чињеница код неких албанских историчара. Ту је пре свих апострофирао Скендера Ризаја, који се бавио средњовековном историјом. Чланак о томе Калеши је објавио у часопису „Обележја“ (бр. 6, 1975), који је излазио на српском у Приштини, након чега је кренула лавина напада на њега од стране албанских историчара у „Рилиндји“ и другим новинама и часописима на албанском језику. Калеши је за све њихове оптужбе и инсинуације имао научне одговоре поткрепљене документима из турских архива. Десетак година иза тога научној јавности је постало јасно колико је др Хасан Калеши био у праву. Део приштинске јавности је његову изненадну смрт, која га је задесила приликом посете Покрајинском заводу за заштиту споменика културе, у лето 1976. године, примио са сумњом.
Хасан Калеши је учествовао на многим научним скуповима међународног значаја у Истанбулу, Софији, Букурешту, Братислави, Напуљу, Минхену, Паризу и Чикагу. Иза њега остао је био необјављен Српскохрватско-арапски речник и Антологија арапске књижевности, књига I, проза. После његове смрти његова породица напушта Приштину.

## Дела
- Најстарији вакуфски документи у Југославији на арапском језику“, Заједница научних установа Косова, Приштина, 1972, (356 стр),
- Српскохрватско-арапски рјечник, Старјешинство Исламске заједнице у БиХ, Сарајево, 1988, (706 стр), објављен постхумно,